# European Tournament for Dancing Students

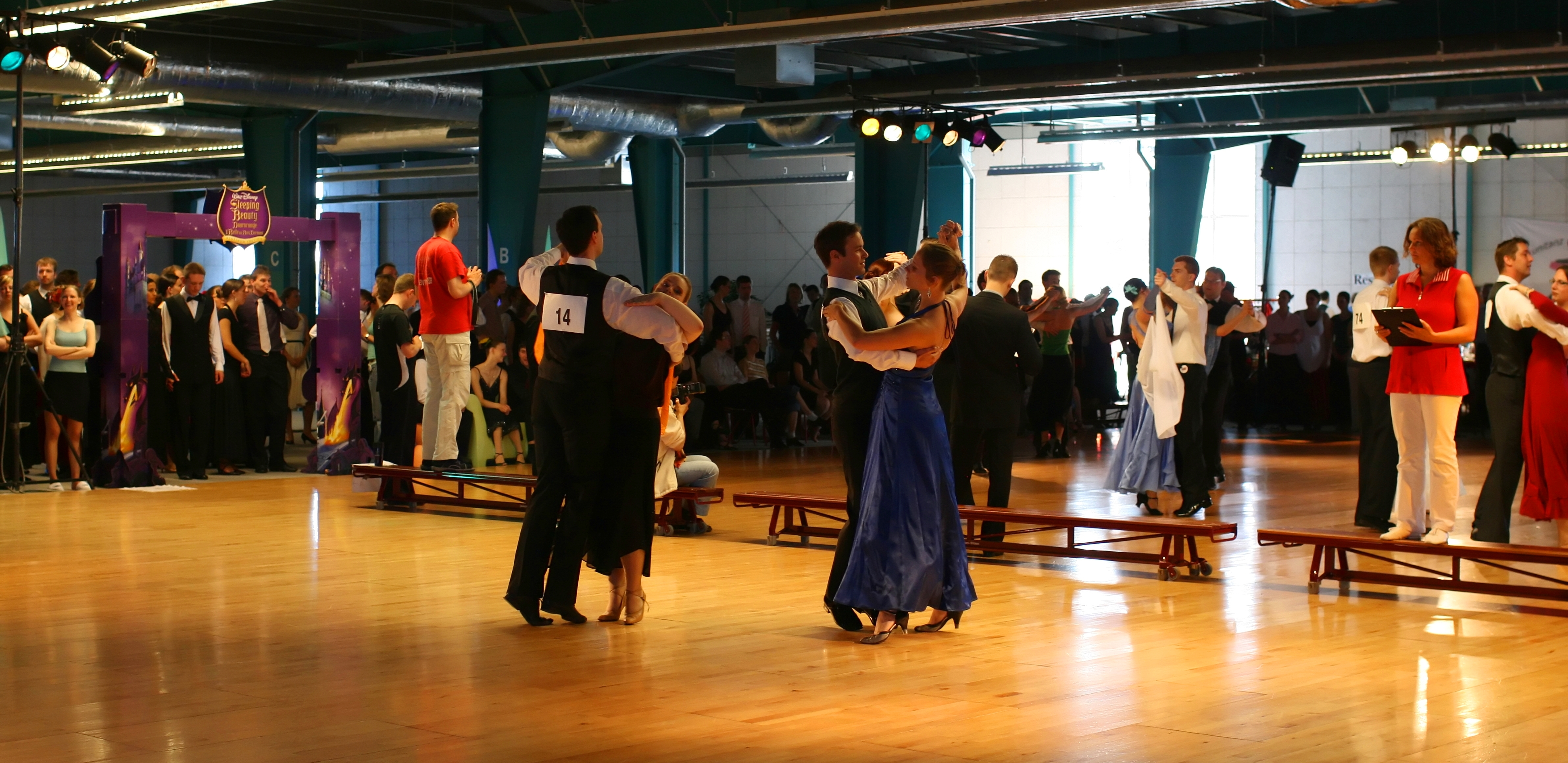
41. European Tournament for Dancing Students (ETDS), Groningen, Niederlande (2009)

European Tournament for Dancing Students (kurz auch ETDS genannt) ist das größte europäische Tanzturnier für Studenten. Es wird seit 1989 zweimal jährlich in wechselnden Universitätsstädten ausgerichtet.
Die meist dreitägige Veranstaltung findet jeweils am Pfingstwochenende und im Herbst statt. Die Teilnehmer sind vorwiegend Studenten und kommen aus ganz Europa, wobei die Niederlande und Deutschland die größten Anteile stellen.
Der Schwerpunkt liegt in zwei Breitensportturnieren, in denen etwa 200–300 europäische Tanzpaare, die keine (oder nur in niedrigen Turnierklassen) regulären Wettkämpfe bestreiten, antreten. Die Turniere unterteilen sich entsprechend dem Welttanzprogramm in Standard- und Lateintänze.
Zusätzlich gibt es zwei Turniere, die sich ebenfalls in Standard- und Lateintänze gliedern, in denen etwa 50 Tänzer mit mehr Wettkampferfahrung antreten. Da aber auch hier der Spaß am Tanzen im Vordergrund stehen soll, gibt es für diese Turniere meist spezielle Regeln, wie zum Beispiel, dass die Tanzpartner zugelost werden oder dass für einzelne Tänze spezielle Regeln wie etwa Tango auf 2 mal 2 Meter gelten. Alle Turniere finden samstags und sonntags tagsüber statt.
Das Rahmenprogramm bilden drei Abendveranstaltungen, wobei ein Gala-Ball den Abschluss bildet.
Am Ende einer jeden Veranstaltung wird unter den teilnehmenden Universitäten ein Wanderpokal vergeben, die sogenannte „Tanzmaus“.

## Liste der vergangenen Turniere (ETDS)
- 01. Universitäten-Breitensport-Tanzturnier, Braunschweig, 1989
- 02. Universitäten-Breitensport-Tanzturnier, Kiel, November 1990
- 03. Universitäten-Breitensport-Tanzturnier, Clausthal-Zellerfeld, Mai 1991
- 04. Universitäten-Breitensport-Tanzturnier, Kiel, 6. bis 8. Dezember 1991
- 05. Universitäten-Breitensport-Tanzturnier, Clausthal-Zellerfeld, April 1992
- 09. Universitäten-Breitensport-Tanzturnier, Berlin, Pfingsten 1993
- 10. Universitäten-Breitensport-Tanzturnier, Aachen, Herbst 1993
- 11. Universitäten-Breitensport-Tanzturnier, Ulm, Pfingsten 1994
- 12. Universitäten-Breitensport-Tanzturnier, Kiel, Herbst 1994
- 13. Universitäten-Breitensport-Tanzturnier, Dortmund, Pfingsten 1995
- 14. Internationales Uni-Tanzturnier, Eindhoven, Herbst 1995
- 15. Internationales Uni-Tanzturnier, Berlin, Pfingsten 1996
- 16. Internationales Uni-Tanzturnier, Clausthal-Zellerfeld, Herbst 1996
- 17. Internationales Uni-Tanzturnier, Aachen, Pfingsten 1997
- 18. Internationales Uni-Tanzturnier, Eindhoven, Herbst 1997
- 19. Internationales Uni-Tanzturnier, Groningen, Pfingsten 1998
- 20. Internationales Uni-Tanzturnier, Berlin, 16. bis 19. Oktober 1998
- 21. Internationales Uni-Tanzturnier, Kiel, 21. bis 24. Mai 1999
- 22. Internationales Uni-Tanzturnier, Clausthal-Zellerfeld, 5. bis 8. November 1999
- 23. Internationales Uni-Tanzturnier, Dortmund, 9. bis 12. Juni 2000
- 24. Internationales Uni-Tanzturnier, Ulm, 27. bis 30. Oktober 2000
- 25. Internationales Uni-Tanzturnier, Aachen, 1. bis 4. Juni 2001
- 26. Internationales Uni-Tanzturnier, Groningen, 19. bis 22. Oktober 2001
- 27th ETDS Eindhoven, 17. bis 20. Mai 2002
- 28th ETDS Berlin, 11. bis 14. Oktober 2002
- 29th ETDS Kiel, 6. bis 9. Juni 2003
- 30th ETDS Clausthal-Zellerfeld, 17. bis 20. Oktober 2003
- 31st ETDS Wuppertal, 28. bis 31. Mai 2004
- 32nd ETDS Valkenswaard, 22. bis 25. Oktober 2004
- 33rd ETDS Enschede, 13. bis 16. Mai 2005
- 34th ETDS Herbst 7. Oktober 2005 in Aachen (Motto: Red)
- 35th ETDS Pfingsten 2. Juni 2006 in Clausthal (Motto: Under the Sea)
- 36th ETDS Herbst 27. Oktober 2006 in Eindhoven/Niederlande (Motto: Thunder and Lightning)
- 37th ETDS Pfingsten 25. Mai 2007 in Berlin (Motto: Bad Taste)
- 38th ETDS Herbst 5. Oktober 2007 in Dortmund (Motto: Dancing in the 80s)
- 39th ETDS Pfingsten 9. Mai 2008 in Kiel (Motto: Aufgetakelt)
- 40th ETDS Herbst 10. Oktober 2008 in Kaiserslautern (Motto: Hollywood)
- 41st ETDS Pfingsten 29. Mai 2009 in Groningen/Niederlande (Motto: once upon a time)
- 42nd ETDS Herbst 16. Oktober 2009 in Kaiserslautern (Motto: Winterwonderland)
- 43rd ETDS Pfingsten 21. Mai 2010 in Aachen (Motto: Pyjamaparty)
- 44th ETDS Herbst 8. Oktober 2010 in Kiel (Motto: ohne Mottoparty)
- 45th ETDS Pfingsten 10. Juni 2011 in Eindhoven/Niederlande (Motto: Come Fly With Us)
- 46th ETDS Herbst 7. Oktober 2011 in Kaiserslautern (Motto: Carnival of Venice)
- 47th ETDS Pfingsten 25. Mai 2012 in Enschede/Niederlande (Region Twente) (Motto: Game On)
- 48th ETDS Herbst 5. Oktober 2012 in Nijmegen/Niederlande (Motto: Arabian Nights)
- 49th ETDS Pfingsten 17. Mai 2013 in Enschede/Niederlande (Region Twente) (Motto: Fant'ASIA)
- 50th ETDS Herbst 11. Oktober 2013 in Clausthal (Motto: Walpurgis)
- 51st ETDS Pfingsten 6. Juni 2014 in Kiel (Motto: dancing submarine)
- 52nd ETDS Herbst 10. Oktober 2014 in Monheim am Rhein | Düsseldorf (Motto: Space)
- 53rd ETDS Pfingsten 23. Mai 2015 in Kaiserslautern (Motto: Beach Party)
- 54th ETDS Herbst 9. Oktober 2015 in Brno/Tschechische Republik (Motto: Dancing Zoo)
- 55th ETDS Pfingsten 14. Mai 2016 in Berlin (Motto: Golden Twenties)
- 56th ETDS Herbst 14. Oktober 2016 in Utrecht/Niederlande (Motto: High School)
- 57th ETDS Pfingsten 2. Juni 2017 in Aachen (Motto: Rock this Town)
- 58th ETDS Herbst 6. Oktober 2017 in Kaiserslautern (Motto: KISS: Keep It Small and Simple)
- 59th ETDS Pfingsten 18. Mai 2018 in Kiel (Motto: Te-Kiel-A)
- 60th ETDS Herbst 12. Oktober 2018 in Brno/Tschechische Republik (Motto: Movie Night)
- 61st ETDS Pfingsten 7. Juni 2019 von Clausthal-Zellerfeld, in Seesen (Motto: Magical Forrest)
- 62nd ETDS Herbst 11. Oktober 2019 in Groningen (Motto: The Dancing Dead)
- 63rd ETDS Pfingsten 3. Juni 2022 in Enschede (Motto: Saturday Morning Cartoons)
- 64th ETDS Herbst 10. Oktober 2022 in Delft (Motto: ETDS 3030: Festival of the future)
- 65th ETDS Pfingsten 26.–28. Mai 2023 in Amsterdam (Motto: Blacklight District)
- 66th ETDS Herbst 20.–22. Okt. 2023 in Seesen (Motto: Route 666 - Highway to Hell)
- 67th ETDS Pfingsten 17.–19. Mai 2024 in Enschede (Motto: DnD - Come Dance with me)
- 68th ETDS Herbst 1.–3. November 2024 in Southampton (Motto: Under the sea)
- 69th ETDS Pfingsten 27.–29. Juni 2025 in Wettingen/Schweiz (Motto: Above the clouds)
- 70th ETDS Herbst 17.–19. Oktober 2025 (voraussichtlich) in Bergisch Gladbach (Motto: Steampunk)

## Zunächst ausgesetzte Turniere
2020 und 2021 konnten aufgrund der COVID-19-Pandemie keine ETDS-Turniere stattfinden. Ursprünglich waren während dieser Zeit nachfolgende Turniere geplant:
- ETDS Pfingsten 2020 in Amsterdam (Motto: Blacklight District)
- ETDS Herbst 2020 in Delft (Motto: ETDS 3030: Festival of the Future)

Die Turniere wurde nach der Pandemie erfolgreich nachgeholt.

## 54th ETDS Brno
Erstmals haben an diesem ETDS Teams aus Crimea/Ukraine, Lublin/Polen, Winterthur/Schweiz und ein Gastteam aus Kapstadt/Südafrika teilgenommen. Damit ist mit 37 Teams aus 11 Ländern ein neuer Rekord aufgestellt worden.

## Teamrufe
- Aachen: Clausthal Berlin - Aachen Bedeutung: Alphabetische Reihenfolge aus den Gründungsjahren
- Amsterdam: Geef mij maar - Amsterdam!  Übersetzung: Gib mir nur - Amsterdam! Bedeutung: Weil sie Amsterdam lieben. Erkennungszeichen 2019 in Clausthal: ein Hanfblatt
- Bayreuth
- Berlin: Aachen Clausthal - Berlin (Bedeutung: siehe Aachen)
- Bielefeld: Biele - feld
- Bonn: haben keinen Spruch und wollen nicht schreien.
- Braunschweig
- Clausthal: Aachen Berlin - Clausthal (Bedeutung: siehe Aachen)
- Cottbus: OVP - Cottbus  (Bedeutung: Ort vor Polen)
- Darmstadt: Darmstadt - Ei Gude (Bedeutung: Hessisch für Hallo)
- Delft: Bier Blauw Bívo - Delft  (Bedeutung: Bier, weil Studenten Bier lieben, Blau weil die Flagge von Delft blau ist und Bívo Ausruf für Tassen hoch)
- Dortmund: Alles nichts gegen - Dortmund
- Düsseldorf: Reich und sexy -  Düsseldorf
- Eindhoven (E.S.D.V. Footloose)
- Erlangen: Der Berch ruft - Erlangen (Begründung: Berg Kirchweih, Berch ist Fränkisch für Berg)
- Giessen
- Göttingen: Hämänämänäh - Göttingen! (Bedeutung: Da man eh nicht verstehen kann was alle rufen)
- Groningen (SSV The Blue Toes) Er gaat niets boven - Groningen (Bedeutung: Es gibt nichts besseres/höheres als Groningen. Da Groningen ganz im Norden liegt. Ist ein sehr alter Slogan der Stadt Groningen)
- Hannover: Hannover - Ole
- Hildesheim
- Kaiserslautern
- Karlsruhe: Karls - ruhe
- Kassel: Glück auf, Kassel!
- Kiel: Schleswig-Holstein -  ahoi (Begründung: da nah am Meer)
- Köln
- Maastricht (M.S.D.V. Let’s Dance): Maastricht - Let’s Dance
- Mainz: 3 2 1 - Mainz
- Mannheim
- München: Bayern des samma mir ja woui (Bedeutung/Übersetzung: Bayern das sind wir jawohl. München als Herzen von Bayern.)
- Münster: Ding Dong - Münster (Begründung: Fahrradstadt Münster Erkennungszeichen: Fahrradlenker mir Klingel dabei)
- Nijmegen (SDVN Dance Fever): Nijmegen - Hard en Hoerig!
- Rostock: Rostock! - Showtime! (Begründung: auf einem BTDS hatte sich die ganze Gruppe in ein Hotel eingemietet. Ein frisch gebackenes Paar des Teams hat im Hotel  das einzige Doppelzimmer bekommen. An der Tür hin ein Schild „Showtime“)
- Rotterdam (Erasmus Dance Society): Boomchikawawa - Rotterdam (Begründung: kein wirklicher Grund, mochten nur den Klang. Uni heißt Erasmus Uni daher der Name Erasmus Dance Society.)
- Trondheim
- Twente/Enschede (D.S.V. 4 Happy Feet): sexy - Enschede (Begründung:  ein Deutscher sagte mal zu den ersten Teilnehmern, sie seien sexy, und weil sie noch keinen Spruch hatten, wurde der dann genommen.)
- Twente/Enschede (D.S.V. 4 Happy Feet), eigentlich aber alle niederländischen Teams: Mitmach Spruch: van links naar rechts en rondje om je as; Übersetzung: Von links nach rechts und Drehung um die eigene Achse. (Begründung: Entstand auf einem Tanzworkshop des NTDS Nijmegen 2019.)
- Ulm: Ulmer - Spatzen (Begründung: Spatz ist Wahrzeichen der Stadt)
- Utrecht (USDV U Dance): I just wanna feel - U dance
- Wuppertal: we wa wupper - Wuppertal
- Würzburg
- Zürich: Chuchi - Chäschtli